# 海口市郊列车
海口市郊列车，又称海口市郊铁路，是中国海南省海口市的一条市郊列车服务，利用海南环岛高速铁路既有线开行。全线开设7个站点：老城镇站、海口站、长流站、秀英站、城西站、海口东站及美兰站，运营线路全长约51.4公里，列车运行最高速度为160公里/小时。未来此条线路可能进一步向东延伸至文昌市。

## 历史
- 2019年6月4日，海口市郊铁路票价听证会在海口举行。[4]
- 2019年7月1日，海口市郊铁路试运营。[5]
- 2019年12月，包括海口市郊铁路在内的海南环岛高速铁路开通铁路e卡通功能。[6]
- 2020年1月，海南省政府工作报告提出，年内将推动该线路向老城、文昌两地延伸。[2]
- 2021年11月14日，线路西延伸至老城镇站。由于线路在海口站需要换向，因此停站时间长达12分钟。[3]
- 2022年8月，因2022年8月海南省2019冠状病毒病聚集性疫情，多趟海口市郊铁路城际列车暂停运营，至8月13日列车全部停运[7]，並在9月1日起逐步恢復運營[8]。
- 2023年7月18日起，老城镇站至美兰、海口东列车不再进入海口站换向。[9]

## 车辆和班次
海口市郊铁路采用CRH6F-A城际动车组运营开行。运营初期，每日开行13对，其中海口~海口东7对，海口~美兰6对；之后逐渐增加到每天开行21.5对，其中海口～海口东10对，海口～美兰11.5对。2019年8月28日起调图后共开行40.5对，其中海口-海口东26对，海口-美兰14.5对；周五至周日开行49.5对，其中海口-海口东31对，海口-美兰18.5对, 单方向平均每20分钟开行一班.
车辆部分，海口市郊铁路最初订购7组CRH6F-A市域動車組。2019年6月29日，首四列为海口市郊铁路服务的CRH6F-A市域動車組以甲種運送方式送達海南島。海口市郊铁路使用的市域動車組列车的涂装运用了海口当地特色元素，包括木棉花、蜂虎鸟、水菜花、三角梅、水蕨菜、椰子树、白鹈鹕，先期运行的列车包括木棉花号(CRH6F-A-0461)、蜂虎鸟号(CRH6F-A-0462)、白鹈鹕号(CRH6F-A-0463)和水菜花号(CRH6F-A-0464)，而水蕨菜号、三角梅号、椰子树号则于2019年9月运抵。之后海口市郊铁路又新增2组動车，共9组列车运行。
2023年7月18日起，老城镇站至美兰、海口东列车不再进入海口站换向，运行系统区分為海口至海口东/美兰48.5对、老城镇至海口东/美兰15对，另外还有海口东至美兰1对，全日共开行64.5对列车，使用9组列车运行。
- 一列CRH6F-A停靠在城西站1站台
- 城西站站内，可见检票闸机和车次显示屏
- 车站屏蔽门样式，摄于长流站

2024年，开通支付宝扫码乘车服务。

## 停靠车站
| 海口市郊列车 | 海口市郊列车 | 海口市郊列车                                            | 海口市郊列车 | 海口市郊列车                                          | 海口市郊列车 |
| 站名         | 里程（km）   | 转乘线路                                                | 所在地       | 备注                                                  |              |
| ------------ | ------------ | ------------------------------------------------------- | ------------ | ----------------------------------------------------- | ------------ |
| 老城镇站     | 0            | 海南西环高速铁路                                        | 澄迈县       | 车站2015年12月30日随海南西环高速铁路通车投用          |              |
| 海口站       | 13           | 海南东环高速铁路 海南西环高速铁路 海南西环铁路 粤海铁路 | 秀英区       | 车站二楼设有市郊列车专用候车室(二楼四候车区)          |              |
| 长流站       | 23           |                                                         | 秀英区       | 车站主体随海南东环高速铁路一起建成 2019年7月1日前闲置 |              |
| 秀英站       | 28           |                                                         | 秀英区       | 车站主体随海南东环高速铁路一起建成 2019年7月1日前闲置 |              |
| 城西站       | 33           |                                                         | 龙华区       | 车站主体随海南东环高速铁路一起建成 2019年7月1日前闲置 |              |
| 海口东站     | 37           | 海南东环高速铁路 海南西环高速铁路                       | 琼山区       | 部分列车以此站为始发终到站                            |              |
| 美兰站       | 51           | 海南东环高速铁路 海南西环高速铁路                       | 美兰区       | 与海口美兰国际机场实现空铁联运                        |              |